# Bérénice III
Pour les articles homonymes, voir Bérénice.
Bérénice III Philopator est la fille du pharaon Ptolémée IX et d’une de ses sœurs et épouses, Cléopâtre V Séléné.
Elle est l’épouse de son oncle Ptolémée X puis de son cousin Ptolémée XI, qui la fait assassiner peu après leur mariage en 80 av. J.-C.
Son assassinat entraine la mise à mort de son mari par le peuple.
Elle empêcha l'invasion de l'Égypte par une flotte séleucide.